# Carmen Lys Ribeiro Braga
Carmen Lys Ribeiro Braga (1923) foi uma física brasileira.
Foi professora do instituto de física da Universidade de São Paulo (IFUSP) e aluna do matemático francês Laurent Schwartz, que influenciou enormemente seus trabalhos, tanto como pesquisadora como docente.
Ministrou as disciplinas de física-matemática e métodos de física teórica na Universidade de São Paulo, formando diversas gerações de físicos brasileiros.Em 2006, uma compilação de suas notas de aula foi publicada por professores do IFUSP, comprovando o excelente nível de seus cursos.